# Трепо Карнико
Трепо Карнико је насеље у Италији у округу Удине, региону Фурланија-Јулијска крајина.
Према процени из 2011. у насељу је живело 555 становника. Насеље се налази на надморској висини од 672 м.

## Становништво
Према резултатима пописа становништва 2011. у општини је живело 642 становника.
| 1951. | 1961. | 1971. | 1981. | 1991. | 2001. | 2011. |
| ----- | ----- | ----- | ----- | ----- | ----- | ----- |
| 1.409 | 1.318 | 922   | 854   | 744   | 660   | 642   |